# Thermoscope de Rumford
Le thermoscope de Rumford est un instrument inventé vers 1804 par Benjamin Thompson, comte de Rumford, pour « mesurer, ou plutôt pour découvrir ces très petites variations dans la température des corps, qui sont occasionnés par les rayonnements des corps environnants ». Son principe est identique à celui du thermomètre différentiel inventé à la même époque par le physicien écossais John Leslie.

## Description

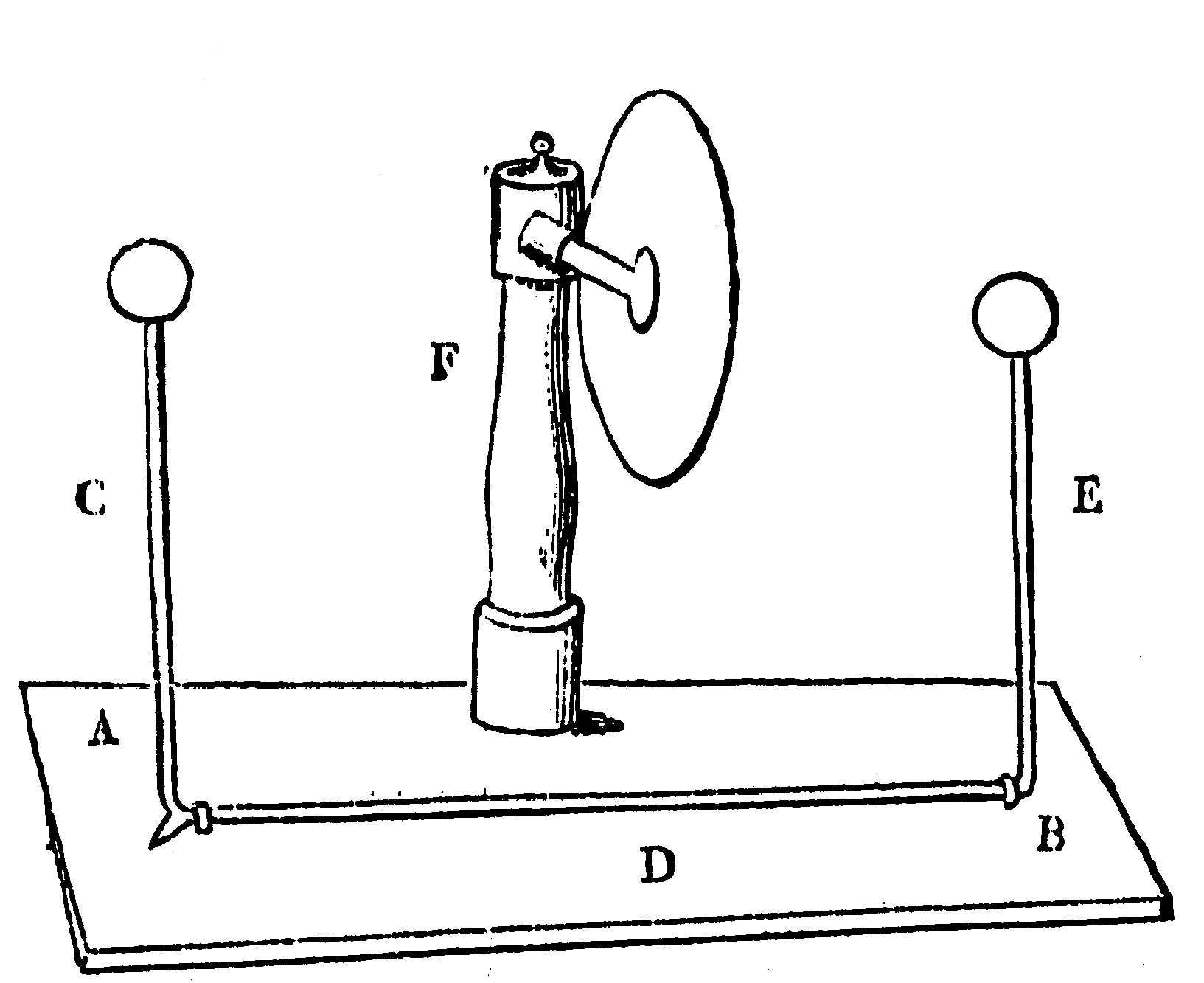
Schéma du thermoscope de Rumford, issu de son.

Les deux boules, creuses, sont reliées par un tube transparent. Le tube D contient un petit index de liquide coloré. Lorsqu'une des boule est échauffée, l'air qu'elle contient se dilate et l'index se déplace vers l'autre boule.